# OSSIM
In informatica OSSIM (acronimo di "Open Source Security Information Manager") è uno strumento per il security monitoring (si basa, tra l'altro, su Nessus, Snort, Ntop).

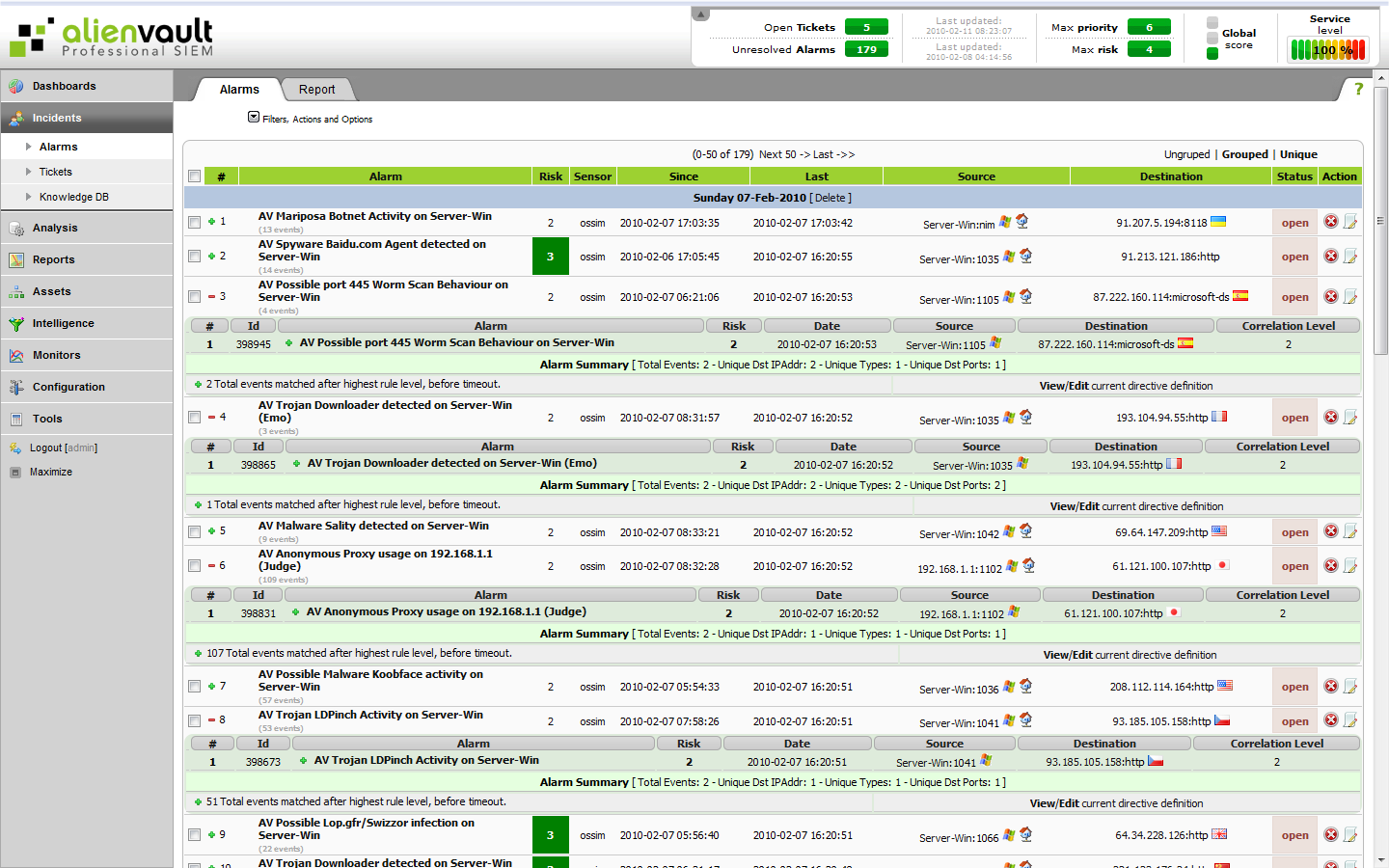

## Correlazione
OSSIM è un correlatore, in un contesto in cui correlare implica la capacità di osservare tutti gli eventi in tutti i sistemi in un posto e nella stessa disposizione, e da questa posizione di vantaggio privilegiata confrontare e valutare le informazioni, permettendo così di migliorare la possibilità di rilevazione.
L'idea di correlazione è inoltre implicita nella visione del progetto, inteso come unione di più prodotti e  con la possibilità di integrare diverse fonti dati. Nel quadro generale di OSSIM, sono stati integrati in un unico prodotto una serie di software sviluppati negli ultimi anni, che generano nuove possibilità quando le loro funzionalità sono correlate.

## Valutazione di rischio
Per decidere se o non realizzare un'azione si valuta il report di minaccia.
Strumenti di cui OSSIM è il correlatore:
- Nessus
- snort
- ntop
- p0f
- Pads
- Spade
- Tcptrack
- Nagios
- Osiris
- Arpwatch